# Lycaena aestivaecaudata
Lycaena aestivaecaudata är en fjärilsart som beskrevs av Ruggero Verity 1943. Lycaena aestivaecaudata ingår i släktet Lycaena och familjen juvelvingar. Inga underarter finns listade i Catalogue of Life.